# Grand Prix Hassan II 2019
Grand Prix Hassan II 2019 byl tenisový turnaj pořádaný jako součást mužského okruhu ATP Tour, který se odehrával v areálu Royal Tennis Club de Marrakech na otevřených antukových dvorcích. Probíhal mezi 8. až 14. dubnem 2019 v marocké Marrákeši jako třicátý pátý ročník turnaje. Představoval jedinou událost ATP Tour pořádanou na africkém kontinentu. 
Turnaj s rozpočtem 586 140 eur patřil do kategorie ATP Tour 250. Nejvýše nasazeným hráčem ve dvouhře se stal třetí tenista světa Alexander Zverev z Německa, kterého ve druhém kole vyřadil Španěl Munar. Jako poslední přímý účastník do hlavní singlové soutěže nastoupil 109. hráč žebříčku Slovák Jozef Kovalík.
Druhý singlový titul na okruhu ATP Tour vybojoval Francouz Benoît Paire. První společnou účast ve čtyřhře proměnil v trofej rakousko-chorvatský pár Jürgen Melzer a Franko Škugor. Pro Melzera to bylo druhé marocké vítězství, když na turnaji triumfoval již v roce 2006 s Knowlem.

## Rozdělení bodů
| Soutěž  | vítězové | finalisté | semifinalisté | čtvrtfinalisté | 16 v kole | 32 v kole | Q  | Q2 | Q1 |
| ------- | -------- | --------- | ------------- | -------------- | --------- | --------- | -- | -- | -- |
| dvouhra | 250      | 150       | 90            | 45             | 20        | 0         | 12 | 6  | 0  |
| čtyřhra | 250      | 150       | 90            | 45             | 0         | —         | —  | —  | —  |

### Finanční odměny
| Soutěž                              | vítězové | finalisté | semifinalisté | čtvrtfinalisté | 16 v kole | 32 v kole | Q2     | Q1     |
| ----------------------------------- | -------- | --------- | ------------- | -------------- | --------- | --------- | ------ | ------ |
| dvouhra                             | €87 745  | €47 245   | €25 935       | €14 640        | €8 250    | €4 835    | €2 520 | €1 265 |
| čtyřhra                             | €29 650  | €15 200   | €8 240        | €4 710         | €2 760    | —         | —      | —      |
| částka ve čtyřhře je uvedena na pár |          |           |               |                |           |           |        |        |

## Mužská dvouhra

### Nasazení
| Stát                         | Hráč                  | ATP | Nasazení |
| ---------------------------- | --------------------- | --- | -------- |
| Německo                      | Alexander Zverev      | 3.  | 1.       |
| Itálie                       | Fabio Fognini         | 18. | 2.       |
| Spojené království           | Kyle Edmund           | 22. | 3.       |
| Francie                      | Gilles Simon          | 27. | 4.       |
| Srbsko                       | Laslo Djere           | 32. | 5.       |
| Španělsko                    | Fernando Verdasco     | 38. | 6.       |
| Německo                      | Philipp Kohlschreiber | 41. | 7.       |
| Francie                      | Pierre-Hugues Herbert | 50. | 8.       |
| Žebříček ATP k 1. dubnu 2019 |                       |     |          |

### Jiné formy účasti
Následující hráči obdrželi divokou kartu do hlavní soutěže:
- Fabio Fognini
- Jo-Wilfried Tsonga
- Alexander Zverev

Následující hráč nastoupil do hlavní soutěže pod žebříčkovou ochranou:
- Cedrik-Marcel Stebe

Následující hráči postoupili z kvalifikace:
- Facundo Bagnis
- Alejandro Davidovich Fokina
- Adrián Menéndez Maceiras
- Lorenzo Sonego

Následující hráč postoupil z kvalifikace jako tzv. šťastný poražený:
- Carlos Berlocq

### Odhlášení
před zahájením turnaje
- Félix Auger-Aliassime → nahradil jej  Carlos Berlocq
- Matteo Berrettini → nahradil jej  Denis Istomin
- Pablo Carreño Busta → nahradil jej  Pablo Andújar
- Damir Džumhur → nahradil jej  Albert Ramos-Viñolas
- Hubert Hurkacz → nahradil jej  Jiří Veselý
- Michail Kukuškin → nahradil jej  Cedrik-Marcel Stebe
- John Millman → nahradil jej  Jozef Kovalík
- João Sousa → nahradil jej  Thomas Fabbiano

v průběhu turnaje
- Jiří Veselý (poranění palce na pravé noze)[1]

## Mužská čtyřhra

### Nasazení
| Stát                                                                    | Hráč          | Stát               | Hráč           | ATP | Nasazení |
| ----------------------------------------------------------------------- | ------------- | ------------------ | -------------- | --- | -------- |
| Spojené království                                                      | Jamie Murray  | Austrálie          | John Peers     | 25. | 1.       |
| Indie                                                                   | Rohan Bopanna | Spojené království | Dominic Inglot | 61. | 2.       |
| Německo                                                                 | Tim Pütz      | Nový Zéland        | Michael Venus  | 86. | 3.       |
| Rakousko                                                                | Oliver Marach | Rakousko           | Philipp Oswald | 89. | 4.       |
| Žebříček ATP k 1. dubnu 2019; číslo je součtem umístění obou členů páru |               |                    |                |     |          |

### Jiné formy účasti
Následující páry obdržely divokou kartu do hlavní soutěže:
- Amine Ahouda /  Adam Moundir
- Anas Fattar /  Lamine Ouahab

### Skrečování
- Michael Venus
- Joran Vliegen

## Přehled finále

### Mužská dvouhra
- Benoît Paire vs.  Pablo Andújar, 6–2, 6–3

### Mužská čtyřhra
- Jürgen Melzer /  Franko Škugor vs.  Matwé Middelkoop /  Frederik Nielsen, 6–4, 7–6(8–6)